# 鈴木大拙館

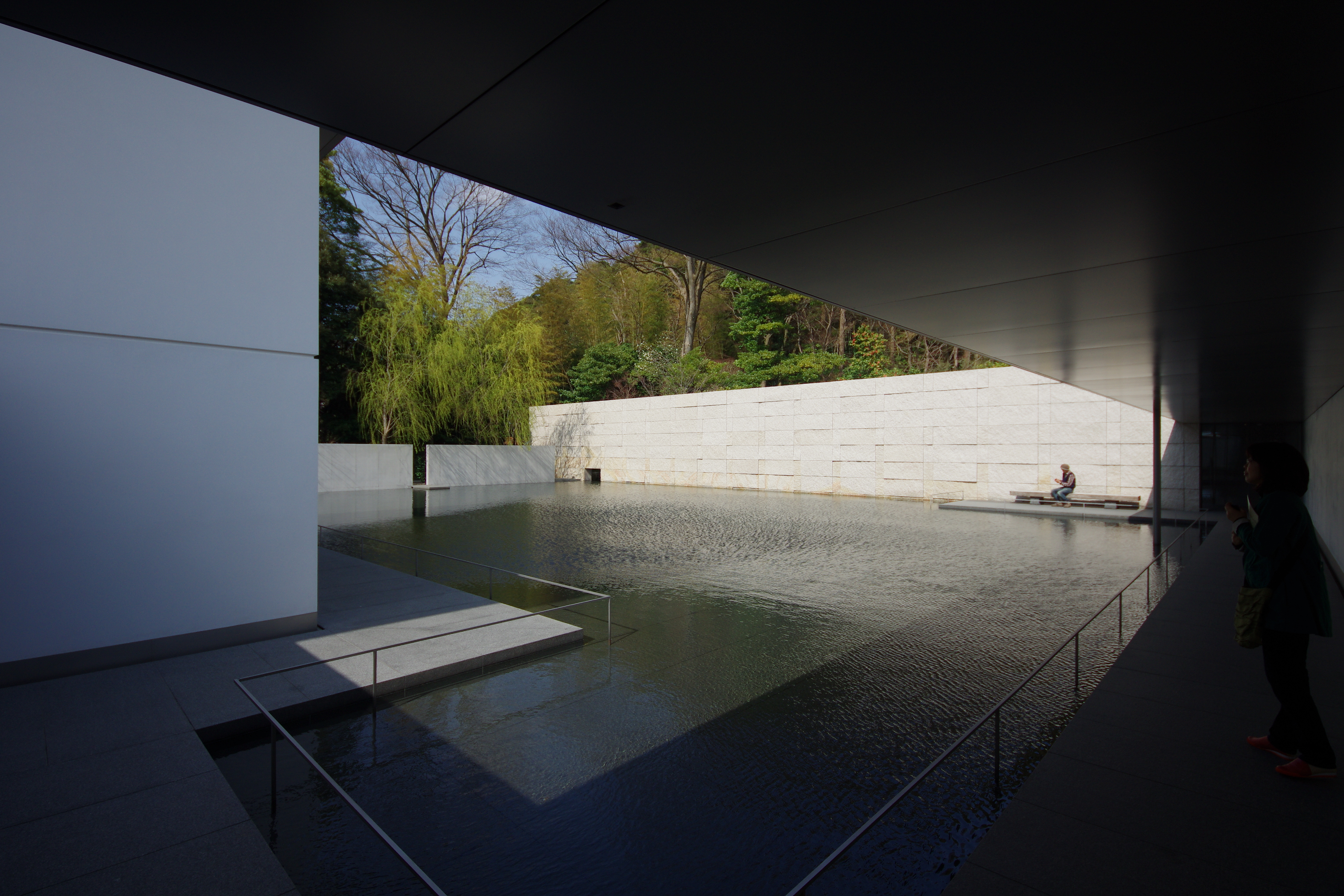
「水鏡之庭」

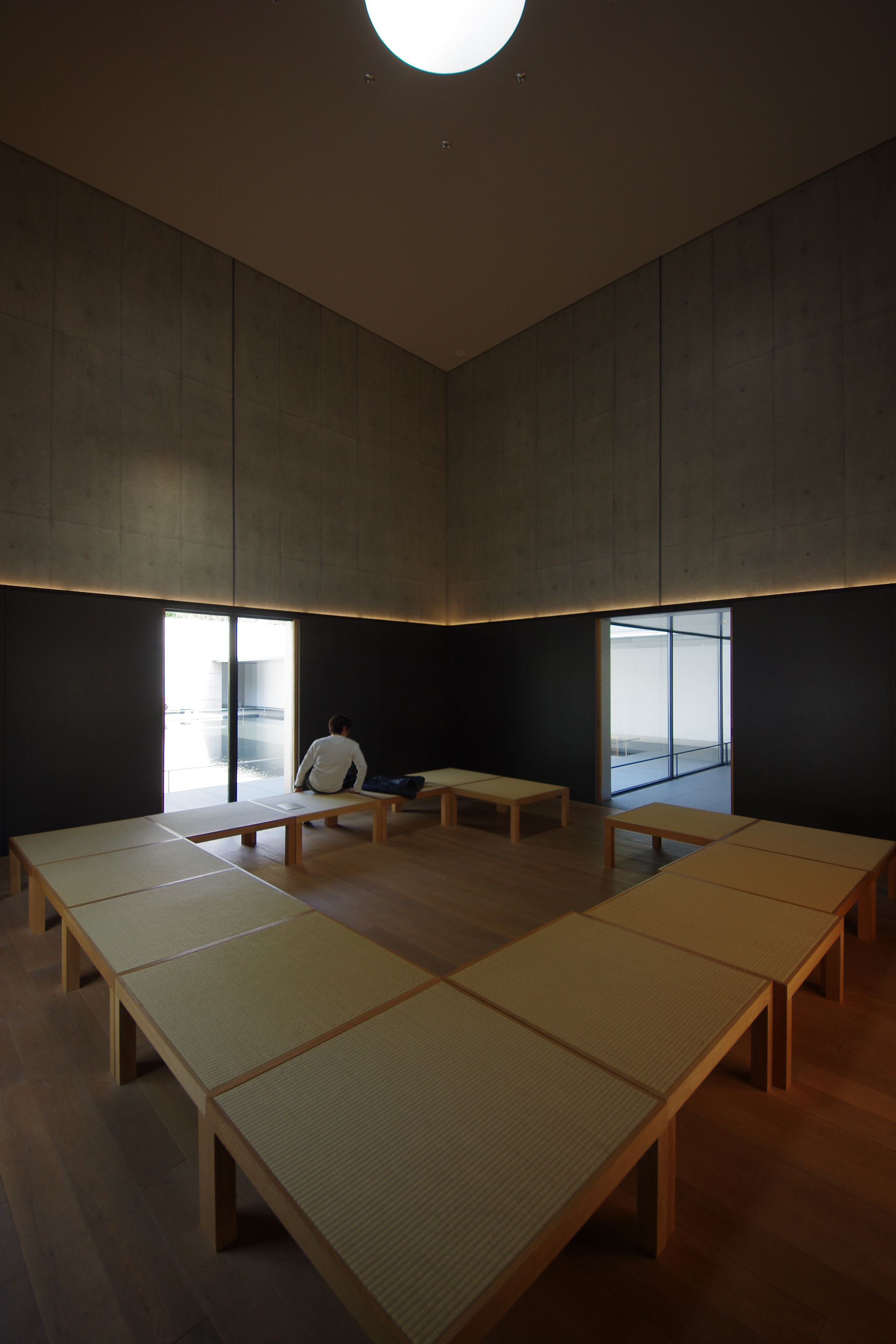
思索空間

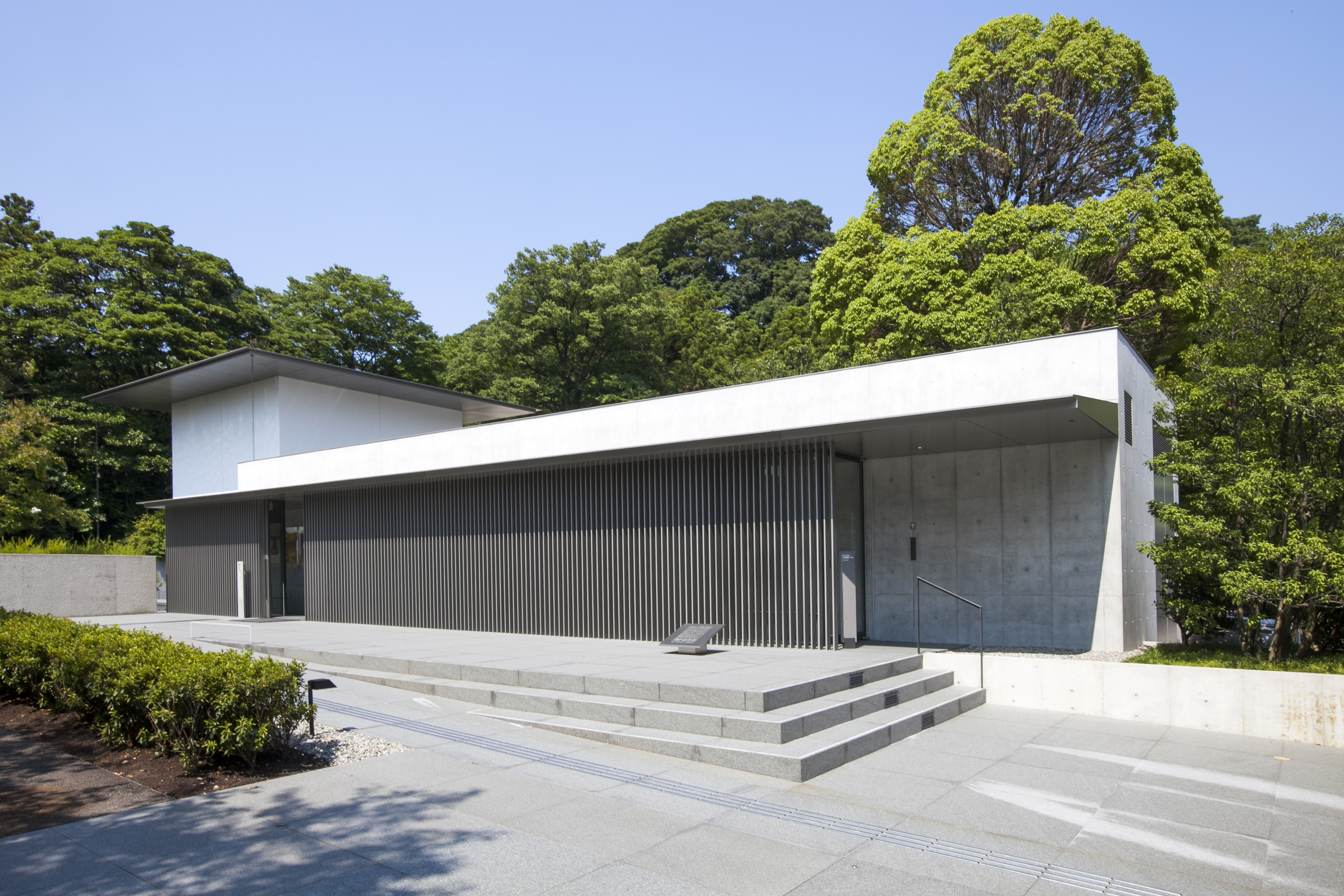
正面入口

鈴木大拙館（すずきだいせつかん）位於日本石川縣金澤市本多町，是一個紀念鈴木大拙的博物馆。

## 概要
鈴木大拙是來自於金澤市的一名佛教學者。2011年10月18日，鈴木大拙館開館。該博物館由日本艺术院会員谷口吉生設計。開館日當天也是鈴木大拙的旧暦生日。鈴木大拙由於曾發表許多英文著作，因而鈴木大拙館的入館參觀者中約30％是非日本遊客。
館內有「玄關棟」、「展示棟」、「思索空間棟」以及「水鏡之庭」、「玄關之庭」。

## 周邊施設
- 金澤21世紀美術館
- 金澤古里偉人館（日语：金沢ふるさと偉人館）
- 金澤市立中村紀念美術館（日语：金沢市立中村記念美術館）
- 石川縣立美術館（日语：石川県立美術館）
- 本多之森公園（日语：本多の森公園）
- 石川縣立圖書館（日语：石川県立図書館）

## 關聯項目
- 藤岡作太郎（日语：藤岡作太郎）
- 西田幾多郎
- 石川縣西田幾多郎紀念哲學館
- 松田章一（日语：松田章一） - 前任館長

## 外部鏈接
- 鈴木大拙館 （页面存档备份，存于）